# Discografia de Sandy & Junior
A discografia da dupla vocal brasileira Sandy & Junior consiste em doze álbuns de estúdio, quatro álbuns ao vivo, um álbum de remixes, mais de cinquenta singles, duas coletâneas oficiais e diversos álbuns de compilação. Influenciados por músicos na família, a dupla viu sua trajetória profissional na música se concretizar após uma aparição no programa Som Brasil, em 1989, onde cantaram "Maria Chiquinha". Eles atraíram a atenção de empresários e gravadoras e assinaram um contrato de três álbuns com a PolyGram. No ano seguinte, deram início à gravação do primeiro álbum, Aniversário do Tatu (1991), que foi certificado com ouro pela Pro-Música Brasil (PMB). Assim como o álbum de estreia da dupla, seu segundo álbum de estúdio, Sábado à Noite (1992) foi produzido por Xororó e apresenta uma sonoridade influenciada pelo sertanejo e country. Em seu terceiro álbum de estúdio, Tô Ligado em Você (1993), eles passaram a apresentar influência de outros estilos em sua música, como o pop. Os álbuns Pra Dançar com Você (1994) e Você é D+ (1995) deram continuidade ao sucesso deles com o público infantojuvenil. Após alcançarem a fama e o sucesso como cantores mirins, Sandy e Junior se consolidaram como estrelas do pop adolescente com Dig-Dig-Joy (1996) e Sonho Azul (1997).
Os álbuns Era Uma Vez... Ao Vivo (1998), As Quatro Estações (1999), Quatro Estações: O Show (2000) e Sandy & Junior (2001) estabeleceram Sandy e Junior como recordistas em vendas de álbuns no Brasil. O sucesso da dupla atraiu a atenção do então gerente de marketing da Universal Music em Londres, que teve a iniciativa de lançá-los no mercado internacional; o resultado foi o álbum Internacional (2002), que teve como carro-chefe "Love Never Fails". Sandy e Junior citaram motivos pessoais para o encerramento precoce das turnês de divulgação do álbum. Em outubro de 2002, a dupla reuniu um público de 70 mil pessoas para um show no estádio do Maracanã, apresentação esta que originou o CD e DVD Ao Vivo no Maracanã. Nos álbuns Identidade (2003) e Sandy & Junior (2006) - este indicado ao Grammy Latino -, Sandy e Junior experimentaram uma maior liberdade artística. Em abril de 2007, eles anunciaram a separação após dezessete anos de carreira em dupla. Seu último projeto foi o CD e DVD Acústico MTV, lançado em agosto do mesmo ano. Em dezembro de 2007, encerraram a turnê Acústico MTV.
Desde o início de sua carreira como dupla mirim até o auge comercial na adolescência e os últimos álbuns, diversas canções da dupla ganharam notoriedade, como "Maria Chiquinha", "Com Você", "O Universo Precisa de Vocês (Power Rangers)", "Dig-Dig-Joy", "Era Uma Vez...", "No Fundo do Coração", "As Quatro Estações", "A Lenda", "Quando Você Passa (Turu Turu)", "Love Never Fails", "Desperdiçou" e "Estranho Jeito de Amar".
Sandy e Junior são recordistas em vendas de discos no Brasil. Ao todo, são mais de 20 milhões de cópias vendidas entre CDs, DVDs e singles digitais. Em levantamento feito pela Crowley Broadcast Analysis, a dupla ficou na 13ª colocação na lista dos artistas mais executados nas rádios brasileiras entre os anos de 2000 e 2014.

## Álbuns

### Álbuns de estúdio
| Aniversário do Tatu                                                                    | - Lançamento: Junho de 1991 - Formatos: LP, K7, CD, download digital - Gravadora: Philips          | — | —  | - : 300.000            | - PMB: Ouro                |
| Sábado à Noite                                                                         | - Lançamento: 1992 - Formatos: LP, K7, CD, download digital - Gravadora: Philips                   | — | —  | - : 400.000            |                            |
| Tô Ligado em Você                                                                      | - Lançamento: 1993 - Formatos: LP, K7, CD, download digital - Gravadora: Philips                   | — | —  | - : 500.000            | - PMB: Ouro                |
| Pra Dançar com Você                                                                    | - Lançamento: Outubro de 1994 - Formatos: LP, K7, CD, download digital - Gravadora: Philips        | — | —  | - : 500.000            |                            |
| Você É D+                                                                              | - Lançamento: 1995 - Formatos: LP, K7, CD, download digital - Gravadora: PolyGram, Mercury         | — | —  | - : 550.000            |                            |
| Dig-Dig-Joy                                                                            | - Lançamento: Outubro de 1996 - Formatos: K7, CD, download digital - Gravadora: PolyGram, Mercury  | — | —  | - : 700.000            | - PMB: Ouro                |
| Sonho Azul                                                                             | - Lançamento: 1997 - Formatos: K7, CD, download digital - Gravadora: PolyGram, Mercury             | — | —  | - : 750.000            | - PMB: Platina             |
| As Quatro Estações                                                                     | - Lançamento: Outubro de 1999 - Formatos: LP, K7, CD, download digital - Gravadora: Universal      | — | —  | - : 2.800,000          | - PMB: 2× Diamante         |
| Sandy & Junior                                                                         | - Lançamento: 8 de outubro de 2001 - Formatos: LP, K7, CD, download digital - Gravadora: Universal | 5 | —  | - : 1.500,000          | - PMB: 3× Platina          |
| Internacional                                                                          | - Lançamento: 4 de junho de 2002 - Formatos: K7, CD, download digital - Gravadora: Universal       | 9 | —  | - : 700.000 - : 20.000 | - PMB: Platina - AFP: Ouro |
| Identidade                                                                             | - Lançamento: 1 de outubro de 2003 - Formatos: CD, LP, download digital - Gravadora: Universal     | — | 15 | - : 450.000            | - PMB: Platina             |
| Sandy e Junior                                                                         | - Lançamento: 28 de abril de 2006 - Formatos: CD, LP, download digital - Gravadora: Universal      | — | 21 | - : 200.000            | - PMB: Platina             |
| "—" denota álbuns que não entraram nas paradas musicais ou não foram lançados no país. | |   |    |                        |                            |

### Álbuns ao vivo
| Era Uma Vez... Ao Vivo                                                                 | - Lançamento: 2 de setembro de 1998 - Formatos: CD, VHS, DVD, download digital - Gravadora: PolyGram, Mercury                                 | —  | - : 2.000,000 | - PMB: 3× Platina |
| Quatro Estações: O Show                                                                | - Lançamento: 19 de novembro de 2000 - Formatos: CD, DVD, VHS, download digital - Gravadora: Universal                                        | 2  | - : 3.000,000 | - PMB: Diamante   |
| Ao Vivo no Maracanã                                                                    | - Lançamento: 20 de dezembro de 2002 - Formatos: CD, DVD, download digital - Gravadora: Universal                                             | 10 | - : 450.000   | - PMB: Platina    |
| Acústico MTV                                                                           | - Lançamento: 10 de agosto de 2007 - Formatos: CD, DVD, LP, download digital - Gravadora: Universal                                           | 18 | - : 250.000   | - PMB: Platina    |
| Nossa História (Ao Vivo)                                                               | - Lançamento digital: 17 de julho de 2020 - Lançamento físico: 2 de maio de 2021 - Formatos: CD, DVD, download digital - Gravadora: Universal | —  |               |                   |
| "—" denota álbuns que não entraram nas paradas musicais ou não foram lançados no país. | |    |               |                   |

### Álbuns de remixes
| Álbum                      | Detalhes                                                                    | Vendas        | Certificações  |
| -------------------------- | --------------------------------------------------------------------------- | ------------- | -------------- |
| Todas as Estações: Remixes | - Lançamento: 12 de fevereiro de 2000 - Formatos: CD - Gravadora: Universal | - : 1.000.000 | - PMB: Platina |

### Coletâneas
| Álbum                              | Detalhes                                                         | Vendas      |
| ---------------------------------- | ---------------------------------------------------------------- | ----------- |
| Os Grandes Sucessos de Sandy & Jr. | - Lançamento: 1996 - Formatos: CD, LP, K7 - Gravadora: Philips   | - : 500.000 |
| Nascemos pra Cantar                | - Lançamento: 1997 - Formatos: CD - Gravadora: PolyGram, Mercury | - : 500.000 |
| Minha História                     | - Lançamento: 1997 - Formatos: CD - Gravadora: PolyGram, Mercury | - : 500.000 |
| Criança Ajuda Criança              | - Lançamento: 1997 - Formatos: CD - Gravadora: PolyGram, Mercury |             |
| Millennium                         | - Lançamento: 1998 - Formatos: CD - Gravadora: PolyGram, Mercury | - : 500.000 |
| Sandy & Junior - Nativa FM         | - Lançamento: 1998 - Formatos: CD - Gravadora: Universal         |             |
| Sandy & Junior - Band FM           | - Lançamento: 1999 - Formatos: CD - Gravadora: Universal         |             |
| Yakult - Cante Com a Gente         | - Lançamento: 1999 - Formatos: CD - Gravadora: Universal         |             |
| Sandy e Junior Avon - Volume 1     | - Lançamento: 1999 - Formatos: CD - Gravadora: Universal         |             |
| Sandy e Junior Avon - Volume 2     | - Lançamento: 2000 - Formatos: CD - Gravadora: Universal         |             |
| Sandy & Junior Pernambucanas       | - Lançamento: 2001 - Formatos: CD - Gravadora: Universal         | - : 500.000 |
| Mundial Beauty Care                | - Lançamento: 2001 - Formatos: CD - Gravadora: Universal         |             |
| Sem Limite                         | - Lançamento: 2001 - Formatos: CD - Gravadora: Universal         |             |
| Gold                               | - Lançamento: 2002 - Formatos: CD - Gravadora: Universal         |             |
| Sandy e Junior Avon - Volume 3     | - Lançamento: 2003 - Formatos: CD - Gravadora: Universal         |             |
| Novo Millenium                     | - Lançamento: 2005 - Formatos: CD - Gravadora: Universal         |             |
| Sem Limite (Volume 2)              | - Lançamento: 2008 - Formatos: CD - Gravadora: Universal         |             |

### Boxes
| Álbum                                        | Detalhes                                                                        |
| -------------------------------------------- | ------------------------------------------------------------------------------- |
| Sandy & Junior Com Você (Os 8 primeiros CDs) | - Lançamento: 1999 - Formatos: CD - Gravadora: Universal                        |
| Vamos Pular! Com Sandy & Junior              | - Lançamento: 2002 - Formatos: CD, VHS - Gravadora: Universal                   |
| Sound + Vision                               | - Lançamento: 22 de novembro de 2004 - Formatos: CD, DVD - Gravadora: Universal |
| Nossa História                               | - Lançamento: 26 de junho de 2019 - Formatos: CD - Gravadora: Universal         |

### Extended plays(EPs)
| Álbum              | Detalhes                                                 |
| ------------------ | -------------------------------------------------------- |
| Shopping Music/UOL | - Lançamento: 1999 - Formatos: CD - Gravadora: Universal |

## Singles

### Como artista principal
| Título                                                                                  | Ano  | Melhores posições | Melhores posições | Certificações  | Álbum                   |
| Título                                                                                  | Ano  | ESP               | POR               | Certificações  | Álbum                   |
| --------------------------------------------------------------------------------------- | ---- | ----------------- | ----------------- | -------------- | ----------------------- |
| "Aniversário do Tatu"                                                                   | 1991 | —                 | —                 |                | Aniversário do Tatu     |
| "Maria Chiquinha"                                                                       | 1991 | —                 | —                 |                | Aniversário do Tatu     |
| "Sábado à Noite"                                                                        | 1992 | —                 | —                 |                | Sábado à Noite          |
| "A Resposta da Mariquinha"                                                              | 1992 | —                 | —                 |                | Sábado à Noite          |
| "Vamos Construir" (part. Chitãozinho & Xororó)                                          | 1992 | —                 | —                 |                | Sábado à Noite          |
| "Tô Ligado em Você"                                                                     | 1993 | —                 | —                 |                | Tô Ligado em Você       |
| "Primeiro Amor"                                                                         | 1993 | —                 | —                 |                | Tô Ligado em Você       |
| "Splish Splash"                                                                         | 1993 | —                 | —                 |                | Tô Ligado em Você       |
| "Com Você"                                                                              | 1994 | —                 | —                 |                | Pra Dançar com Você     |
| "Dance, Dance, Dance"                                                                   | 1994 | —                 | —                 |                | Pra Dançar com Você     |
| "O Universo Precisa de Vocês (Power Rangers)"                                           | 1995 | —                 | —                 |                | Você É D+               |
| "Vai Ter que Rebolar"                                                                   | 1995 | —                 | —                 |                | Você É D+               |
| "Sonho Real"                                                                            | 1995 | —                 | —                 |                | Você É D+               |
| "Etc... e Tal"                                                                          | 1996 | —                 | —                 |                | Dig-Dig-Joy             |
| "Dig-Dig-Joy"                                                                           | 1996 | —                 | —                 |                | Dig-Dig-Joy             |
| "Não Ter"                                                                               | 1996 | —                 | —                 |                | Dig-Dig-Joy             |
| "Dias e Noites"                                                                         | 1996 | —                 | —                 |                | Dig-Dig-Joy             |
| "Beijo É Bom"                                                                           | 1997 | —                 | —                 |                | Sonho Azul              |
| "Inesquecível"                                                                          | 1997 | —                 | —                 | - PMB: Ouro    | Sonho Azul              |
| "Eu Acho que Pirei"                                                                     | 1997 | —                 | —                 |                | Sonho Azul              |
| "Mais um Tempo pra Crescer"                                                             | 1997 | —                 | —                 |                | Sonho Azul              |
| "Era Uma Vez..." (part. Toquinho)                                                       | 1998 | —                 | —                 |                | Era uma Vez...          |
| "Em Cada Sonho (O Amor Feito Flecha)"                                                   | 1998 | —                 | —                 |                | Era Uma Vez... Ao Vivo  |
| "No Fundo do Coração"                                                                   | 1998 | —                 | —                 | - PMB: Ouro    | Era Uma Vez... Ao Vivo  |
| "Cadê Você que não Está"                                                                | 1999 | —                 | —                 |                | Era Uma Vez... Ao Vivo  |
| "Imortal"                                                                               | 1999 | —                 | —                 |                | As Quatro Estações      |
| "Aprender a Amar"                                                                       | 1999 | —                 | —                 |                | As Quatro Estações      |
| "As Quatro Estações"                                                                    | 1999 | —                 | —                 | - PMB: Platina | As Quatro Estações      |
| "Vamô Pulá"                                                                             | 2000 | —                 | —                 |                | As Quatro Estações      |
| "Olha o Que o Amor Me Faz"                                                              | 2000 | —                 | —                 | - PMB: Ouro    | As Quatro Estações      |
| "A Lenda"                                                                               | 2000 | —                 | —                 | - PMB: Platina | Quatro Estações: O Show |
| "Enrosca"                                                                               | 2000 | —                 | —                 |                | Quatro Estações: O Show |
| "Eu Quero Mais"                                                                         | 2001 | —                 | —                 |                | Quatro Estações: O Show |
| "O Amor Faz"                                                                            | 2001 | —                 | —                 |                | Sandy & Junior          |
| "A Gente Dá Certo"                                                                      | 2001 | —                 | —                 |                | Sandy & Junior          |
| "Quando Você Passa (Turu Turu)"                                                         | 2002 | —                 | —                 | - PMB: Platina | Sandy & Junior          |
| "Não Dá pra não Pensar"                                                                 | 2002 | —                 | —                 | - PMB: Platina | Sandy & Junior          |
| "Love Never Fails"                                                                      | 2002 | 15                | 2                 |                | Internacional           |
| "Words Are Not Enough"                                                                  | 2002 | —                 | —                 |                | Internacional           |
| "Super-Herói (Não É Fácil)"                                                             | 2002 | —                 | —                 |                | Ao Vivo no Maracanã     |
| "Cai a Chuva"                                                                           | 2003 | —                 | —                 |                | Ao Vivo no Maracanã     |
| "Nada É por Acaso"                                                                      | 2003 | —                 | —                 |                | Ao Vivo no Maracanã     |
| "Encanto"                                                                               | 2003 | —                 | —                 |                | Identidade              |
| "Desperdiçou"                                                                           | 2004 | —                 | —                 |                | Identidade              |
| "Você pra Sempre (Inveja)"                                                              | 2004 | —                 | —                 |                | Identidade              |
| "Nada Vai Me Sufocar"                                                                   | 2005 | —                 | —                 |                | Identidade              |
| "Replay"                                                                                | 2006 | —                 | —                 |                | Sandy & Junior          |
| "Estranho Jeito de Amar"                                                                | 2006 | —                 | —                 |                | Sandy & Junior          |
| "Tudo pra Você"                                                                         | 2006 | —                 | —                 |                | Sandy & Junior          |
| "Discutível Perfeição"                                                                  | 2006 | —                 | —                 |                | Sandy & Junior          |
| "Abri os Olhos"                                                                         | 2007 | —                 | —                 | - PMB: Platina | Acústico MTV            |
| "—" denota singles que não entraram nas paradas musicais ou não foram lançados no país. |      |                   |                   |                |                         |

### Como artistas convidados
| Canção                                                      | Ano  | Álbum      |
| ----------------------------------------------------------- | ---- | ---------- |
| "Um Sino Feliz" (Chitãozinho & Xororó part. Sandy & Junior) | 1997 | Em Família |
| "You're My #1" (Enrique Iglesias part. Sandy & Junior)      | 2000 | Enrique    |

### Singlespromocionais
| Canção                                    | Ano  | Álbum                    |
| ----------------------------------------- | ---- | ------------------------ |
| "Criança Esperança"                       | 1994 | Pra Dançar Com Você      |
| "Férias de Julho"                         | 1996 | Dig-Dig-Joy              |
| "Baby, Eu Já Sabia"                       | 2000 | As Quatro Estações       |
| "Bye, Bye"                                | 2000 | As Quatro Estações       |
| "Baby, Liga Pra Mim"                      | 2002 | Sandy & Junior           |
| "A Estrela Que Mais Brilhar"              | 2002 | Sandy & Junior           |
| "When You Need Somebody"                  | 2002 | Internacional            |
| "Quando Você Passa (Turu Turu) [Ao Vivo]" | 2020 | Nossa História (Ao Vivo) |

## Outras aparições
| Canção                                                                         | Ano  | Outro(s) artista(s) | Álbum                    | Ref.   |
| ------------------------------------------------------------------------------ | ---- | --- | ------------------------ | ------ |
| "Coça-Coça"                                                                    | 1992 | — | TV Colosso               | [ 60 ] |
| "Voa Vovô"                                                                     | 1994 | — | O Menino Maluquinho      | [ 61 ] |
| "Coração do Brasil"                                                            | 1994 | Tonico e Tinoco e Chitãozinho & Xororó | Coração do Brasil        | [ 62 ] |
| "O Xote das Meninas"                                                           | 1996 | — | Forrobodó                | [ 63 ] |
| "Jambalaya"                                                                    | 1997 | — | Bailão de Peão 2         | [ 64 ] |
| "Noite Feliz"                                                                  | 1997 | Chitãozinho & Xororó | Em Família               | [ 65 ] |
| "Cante a Canção"                                                               | 1997 | Chitãozinho & Xororó | Em Família               | [ 65 ] |
| "O Velhinho"                                                                   | 1997 | Chitãozinho & Xororó | Em Família               | [ 65 ] |
| "Que Seja um Natal Feliz"                                                      | 1997 | Chitãozinho & Xororó | Em Família               | [ 65 ] |
| "Imagem"                                                                       | 1998 | — | Mulan                    | [ 66 ] |
| "Seu Coração"                                                                  | 1998 | — | Mulan                    | [ 66 ] |
| "Little Cowboy"                                                                | 1998 | — | Bailão de Peão 3         | [ 67 ] |
| "Malia"                                                                        | 1999 | — | Terra Nostra             | [ 68 ] |
| "Não Quero Dinheiro" / "O Descobridor dos Sete Mares" / "Você e Eu, Eu e Você" | 2000 | Maurício Manieri | Brasil 500 Anos          | [ 69 ] |
| "Hino Nacional Brasileiro"                                                     | 2000 | Os Paralamas do Sucesso, Raimundos, Titãs, Barão Vermelho, Ivan Lins, Daniela Mercury, Paulo Ricardo, Maurício Manieri, Fat Family, Daniel, Moraes Moreira, Elba Ramalho e Elza Soares | Brasil 500 Anos          | [ 69 ] |
| "Onde Está o Amor"                                                             | 2000 | — | Criança Esperança 1999   | [ 70 ] |
| "Duas Sanfonas"                                                                | 2001 | Gilberto Gil e Milton Nascimento | Gil & Milton             | [ 71 ] |
| "Convence Al Corazón"                                                          | 2003 | — | Exa Nights               | [ 72 ] |
| "Bang Bang (You're The One)"                                                   | 2003 | — | Johnny English           | [ 73 ] |
| "Desperdiçou"                                                                  | 2004 | Ivete Sangalo | MTV Ao Vivo              | [ 74 ] |
| "Águas de Março"                                                               | 2006 | — | Casa da Bossa            | [ 75 ] |
| "Se Uma Estrela Aparecer"                                                      | 2006 | — | Disney Princesas         | [ 76 ] |
| "Uninvited"                                                                    | 2006 | — | Mobil 1 Sound: Na Galera | [ 77 ] |